# ملاك التاريخ (رواية)
ملاك التاريخ هي رواية كتبها الكاتب اللبناني ربيع علم الدين ونشرتها دار أطلانطا للنشر عام 2016.

## مؤلف الرواية
وُلد ربيع علم الدين في عمان بالأردن لعائلة درزية لبنانية حيث كان والداه درزيين، بينما يعتبر ربيع نفسه ملحدًا. نشأ وترعرع في الكويت ولبنان، ثم انفصل عن عائلته مع انطلاق الحرب الأهلية اللبنانية في سن السابعة عشر؛ ليعيش بمفرده أولاً في إنجلترا ثم في كاليفورنيا. حصل علم الدين على شهادة في الهندسة من جامعة كاليفورنيا في لوس أنجلوس، وماجستير في إدارة الأعمال من جامعة سان فرانسيسكو.
بدأ علم الدين مسيرته المهنية كمهندس، ثم انتقل إلى الكتابة والرسم، حيث ألف أربع روايات ومجموعة قصصية، واشتهر بعد صدور روايته «الحكواتي» عن دار نوف في نيويورك التي أثارت ضجة كبرى في مختلف الدوائر الأدبية والنقدية.
حصل على جائزة دائرة نقاد الكتب الوطنية سنة 2014 وفاز بالميدالية الذهبية لجوائز الكتاب في كاليفورنيا عن رواية امرأة لا لزوم لها. كما حصل في 2016 على جائزة «فيمينا» لأفضل رواية مترجمة إلى الفرنسية، عن ذات الرواية بعد أن تُرجمت إلى الفرنسية في 2016.
وفي عام 2017 فاز بجائزة الكتاب العربي الأمريكي، وجائزة لامبدا الأدبية لروايات المثليين عن رواية ملاك التاريخ.

## ملخص الرواية
تتحدث رواية ملاك التاريخ عن الشاعر اليمني المولد يعقوب وهو يستعرض أحداث حياته، من نشأته الأم في بيت دعارة مصرية إلى فترة مراهقته وهو في رعاية والده الثري وحياته كرجل عربي مثلي الجنس في سان فرانسيسكو حيث ينتشر الإيدز. يقع يعقوب فريسة لوساسوس الشيطان الذي يسخر من يعقوب لتذكر ماضيه المؤلم وموته القاسي الذي يحثه على النسيان والتخلي عن الحياة. تقع أحداث الرواية في القاهرة وبيروت، وصنعاء وستوكهولم وسان فرانسيسكو. يعطينا علم الدين صورة فلسفية مشحونة لعقل لامع خلال الأزمات. تعتبر قصة الرواية عميقة وفلسفية ونابضة بالمرح عن الحرب بين الذاكرة والنسيان التي نصارعها في كل يوم في حياتنا.

## جوائز
فاز ربيع علم الدين في عام 2017 بجائزة الكتاب العربي الأمريكي، وجائزة لامبدا الأدبية لروايات المثليين عن روايته ملاك التاريخ.